# Laurentiuskerk (Erfurt)
De Laurentiuskerk (Duits: Lorenzkirche) is een rooms-katholiek kerkgebouw in het centrum van de historische binnenstad van Erfurt, Thüringen. De kerk is gelegen aan de noordelijke rand van het langgerekte Anger-plein aan het begin van de Schlösserstraße.

## Geschiedenis
De Laurentiuskerk gaat op een lange geschiedenis terug en werd in 1138 gesticht. De wijding van de kerk vond plaats door de toenmalige proost en latere aartsbisschop van Mainz, Adalbert II.
Van de oorspronkelijke, eerste romaanse kerk bleef niets bewaard. De oudste bouwdelen van de huidige kerk zijn de vierkante toren en een deel van de westelijke muur, die uit het einde van de 13e respectievelijk het begin van de 14e eeuw stammen. De wijding van twee altaren in 1316 zal waarschijnlijk verband houden met deze gotische nieuwbouw.
Tijdens een stadsbrand in het jaar 1413 brandde de tweede Laurentiuskerk grotendeels af. Het herstel aan de derde kerk resulteerde in de eerste helft van de 15 eeuw in de aanbouw van het noordelijk zijschip en de vernieuwing van de zuidelijke muur aan de kant van het Anger-plein. De vensters werden tot boven de dakrand opgetrokken en kregen voor wat betreft de kerkenbouw in Erfurt unieke gevels.
Tussen 1664 en 1773 werd de kerk eveneens door de Jezuíeten van het er tegenoverliggende Jezuïetencollege gebruikt.
Bij de restauratie in de jaren 1888-1893 werd de oostelijke muur doorbroken en een polygonale psis toegevoegd. De drie vensters uit de oude afsluiting werden deels weer in de nieuwe koorruimte ingebouwd. De sacristie werd in 1925 aangebouwd.
In de jaren 1965-1966 volgde een grondige verandering in de kerk in het kader van de liturgische wijzigingen van het Tweede Vaticaans Concilie. De kerk werd voor het laatst in 1996 gerenoveerd.

## De rol van de kerk tijdensdie Wende
De Laurentiuskerk werd de eerste kerk in de DDR waar al sinds 1978 oecumenisch werd gebeden om de vrede. Het kerkgebouw was in oktober 1989 ook het startpunt van een eerste optocht van 70 deelnemers naar de Andreaskerk, waar zich tegenover het districtsgebouw van de Stasi bevond. Uit deze mars ontwikkelden zich in Erfurt op donderdagen snel de demonstraties voor een vreedzame revolutie met tienduizenden deelnemers.

## Klokken
In de toren hangen drie klokken, één uit 1445 en twee uit 1962.